# 比利亚尔德米罗
比利亚尔德米罗，是西班牙卡斯蒂利亚-莱昂布尔戈斯省的一个市镇。总面积14平方公里，总人口77人（2001年），人口密度6人/平方公里。